# Alta Alsàcia

Escut de l'Alta Alsàcia, que fou adaptat pel cantó de l'Alt Rin.

L'Alta Alsàcia (en alsacià, Oww'relsass) és la part meridional de l'Alsàcia, que correspon aproximadament als departaments actuals de l'Alt Rin i Territori de Belfort. Juntament amb la Baixa Alsàcia, és una de les subdivisions històriques d'Alsàcia.
Aquest nom, o el seu equivalent alemany (Oberelsass), fou utilitzat durant el Sacre Imperi Romanogermànic i sota l'Antic Règim entre 1648 i 1789. Sota l'Imperi alemany, en el qual es va integrar Alsàcia-Lorena de 1870 a 1918, formà un bezirke (districte), al cap del qual es trobava un bezirkspräsident, equivalent al prefecte francès. La seva capital n'és Colmar. Les principals ciutats en són:
- Belfort, 55 000 habitants. Prefectura del Territori de Belfort.
- Colmar, 67 000 habitants. Aglomeració principal de Centre-Alsàcia (Rouffach-Sélestat) i prefectura de l'Alt Rin.
- Mülhausen, 110 000 habitants. Aglomeració principal de Sud-Alsàcia que abasta 278.000 habitants (INSEE). La vila fou integrada a l'Alta Alsàcia, el 1792, després de la caiguda de la República de Mulhouse.

La bandera de l'Alta Alsàcia és roja barrada de groc i ornada a ambdues parts de les barres de tres corones grogues. La seva unió amb la bandera de la Baixa Alsàcia ha originat la bandera de la Baixa Alsàcia.

## Història
L'Alta Alsàcia fou oficialment annexada pel Regne de França el 1648 per la Pau de Westfàlia.